# أوسكار والي
أوسكار ألكسندر والي غواردادو (بالإسبانية: Óscar Alexander Whalley Guardado) (مواليد 29 مارس 1994 - سرقسطة ، إسبانيا) هو لاعب كرة قدم إسباني ، يلعب حاليًا لنادي ريال سبورتينغ خيخون الإسباني في مركز حراسة المرمى.

## روابط خارجية
- أوسكار والي على موقع قاعدة بيانات كرة القدم.إي يو (الإنجليزية)
- أوسكار والي على موقع Soccerbase.com (لاعب) (الإنجليزية)
- أوسكار والي على موقع Soccerway.com (الإنجليزية)
- أوسكار والي على موقع AS.com (الإسبانية)